# 小島高穂
小島高穂（こじま たかほ、1942年（昭和17年）1月26日 - ）は、日本の囲碁棋士。横浜市出身、日本棋院所属、九段。首相杯争奪高段者トーナメント優勝、本因坊戦リーグ2期など。藤沢朋斎九段の甥（朋斎の姉の子）、藤澤秀行九段の大甥（秀行の姉の孫）にあたる。

## 経歴
1952年に日本棋院院生。1959年入段。1964年五段。1966年六段。1970年首相杯争奪戦優勝、棋道賞敢闘賞受賞。1971年新鋭トーナメント戦優勝。1972年七段。1975年八段、本因坊戦リーグ入り（2-5で陥落）、首相杯争奪戦準優勝。1978年大手合第一部2等、王座戦ベスト4。1979年九段。1983年碁聖戦ベスト8。1988年棋聖戦九段戦5位で最高棋士決定戦出場。同年本因坊戦リーグ入り、加藤正夫、羽根泰正に勝つが2-5で陥落。
『棋道』1996年1月号から99年7月号まで「利き筋発見法」連載。通算成績679勝517敗（2012年4月時点）。門下に杉本明七段、田原靖史六段。

### 主な棋歴
- 首相杯争奪高段者トーナメント優勝 1970年、準優勝 1975年
- 新鋭トーナメント戦優勝 1971年
- 本因坊戦リーグ 1975、88年
- 日中囲碁交流 1981年 3-4、1988年 1-2 曹大元

## 著書
- 『強くなる人はここが違う』日本棋院 1999年（『棋道』連載「利き筋発見法」）
- 『旨い手 味な筋』日本棋院 2006年（『週刊碁』連載）
- 『実戦死活がおもしろい!』フローラル出版 2001年